# Mambo (innehållshanteringssystem)
Mambo är ett innehållshanteringssystemen för att skapa och administrera webbplatser genom ett enkelt webbgränssnitt. Mambo är skrivet i PHP och släppt som fri programvara under GNU General Public License.
Hösten 2005 grenades Mambo av till Joomla efter oenighet om äganderätt, projektledning och mål, men även pengar handlade det om. Mambo står just nu ganska ensamma utan tredjepartsutvecklare eftersom flertalet har gått över till Joomla. Det finns mängder med Mambo-installationer och dessutom en väl utvecklad support så framtiden får utvisa om Mambo kommer att resa sig eller inte. Trots flykten av utvecklare så har Mambo kommit ut med en ny version.